# کارامپون
کارامپون (به لاتین: Karampon) یک منطقهٔ مسکونی در سری‌لانکا است، که در ناحیه جفنا واقع شده‌است.